# Port lotniczy Chaoyang
Port lotniczy Chaoyang (IATA: CHG, ICAO: ZYCY) – port lotniczy położony w Chaoyang, w prowincji Liaoning, w Chińskiej Republice Ludowej.

## Linie lotnicze i połączenia
| Linia Lotnicza         | Kierunek           |
| ---------------------- | ------------------ |
| China Eastern Airlines | 1. Szanghaj-Pudong |
| China Express Airlines | 1. Tiencin         |